# بان ياو
بان ياو (بالصينية: 潘耀) هو راكب الكنو صيني، ولد في 1989 في Xuyi County ‏ في الصين.

## وصلات خارجية
- بان ياو على موقع أوليمبيديا (الإنجليزية)